# Potsdamer Platz Arkaden
Potsdamer Platz Arkaden er et butikscenter på Potsdamer Platz i Berlin-bydelen Tiergarten.
Centret åbnede 2. oktober 1998. Det er 40.000 m² stort og har over 100 butikker fordelt på tre etager. Potsdamer Platz Arkaden har åbent mandag-lørdag 10-21, hvilket er længere end de fleste øvrige butikker. Centret ligger tæt ved den underjordiske regionaltogsstation Bahnhof Potsdamer Platz, der også har S-Bahn og U-Bahn. I tilknytning til centret ligger desuden et parkeringshus med plads til 4.000 biler.